# Amphirissoa
Amphirissoa is een geslacht van weekdieren uit de klasse van de Gastropoda (slakken).

## Soort
- Amphirissoa cyclostomoides Dautzenberg & Fischer, 1897